# Nicolò Trigari
Nicolò Trigari, o de Trigari, oggi scritto anche Niccolò Trigari (Zara, 1827 – Zara, 30 ottobre 1902), è stato un politico dalmata italiano.

## Vita
Nato da una famiglia zaratina impegnata nel ramo delle costruzioni edili, fu esponente del Partito Autonomista e podestà di Zara dal 1874 al 1899.
Seguace di Luigi Lapenna, appartenne all'ala illuministica con venature liberali del partito, essendo altresì convinto della funzione essenziale di equilibrio dell'Impero Austroungarico nell'Europa balcanica e danubiana e soprattutto in Dalmazia, regione nella quale assieme ad una maggioranza slava (croata e serba) era presente una minoranza italiana. Per Lapenna e Trigari la difesa della lingua e della cultura italiana poteva essere garantita solo da un'autonomia nella cornice ben salda dell'Impero.

## Podestà di Zara
Da un manuale del Regno di Dalmazia del 1872, Nicolò Trigari - definito possidente - risulta assessore del comune di Zara nell'amministrazione retta dal conte Cosimo de Begna Possedaria, consigliere della Camera di Commercio di Zara, presidente della società Enologica cittadina e proprietario di una delle tre imprese di costruzione di Zara. Eletto per la prima volta podestà di Zara il 23 febbraio 1874 proprio subentrando nella carica al Begna Possedaria, dimostrò subito di saper reggere con maestria le sorti della città.

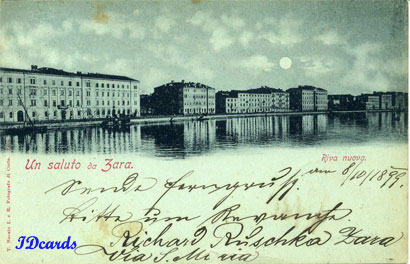
La Riva Nuova di Zara alla fine del XIX secolo

La visita ufficiale dell'Imperatore Francesco Giuseppe l'anno successivo mise alla prova la sua capacità di mediazione. La diffidenza del governo imperiale nei confronti degli italiani della Dalmazia, successivamente alla terza guerra di indipendenza e alle voci di accordo fra i rappresentanti della flotta dell'ammiraglio Persano e le amministrazioni italiane della Dalmazia, aveva determinato una politica centrale apertamente filocroata, e forti erano i rischi di contestazione dell'Imperatore nella città di Zara, allora roccaforte degli italiani autonomisti. L'utilizzo concordato dell'italiano nell'indirizzo di saluto imperiale stemperò la tensione e favorì il successo della visita, con conseguente concessione del cavalierato ereditario al Trigari.
Solo da pochi anni (1868) la città di Zara aveva cessato di essere considerata fortezza, e ciò aveva permesso lo smantellamento delle sue poderose mura rendendo possibile un nuovo sviluppo urbanistico della città: Nicolò Trigari dette quindi l'avvio ad una prima ristrutturazione della Riva Nuova, e nel contempo diede un decisivo impulso per la creazione dei caratteristici viali alberati della circonvallazione.
La Riva Nuova divenne il biglietto da visita cittadino: bordata da una fila ininterrotta di palazzi signorili che nel contempo proteggevano la città dai venti invernali, era punteggiata da alberi ombrosi e ingentilita da aiuole fiorite. Tre caffè la rendevano un perfetto luogo d'incontro, secondo solo alla centrale "Calle Larga".

## Di fronte all'irredentismo dalmata
Fu anche grazie alla sua prudente politica che il comune di Zara rimase in mano al partito autonomista, in un periodo in cui tutti i comuni della regione cadevano in mano del Partito del Popolo croato (Sebenico nel 1873, Curzola nel 1875, Traù nel 1881, Spalato nel 1883, Lissa nel 1886, Cittavecchia di Lesina nel 1887, Cattaro nel 1897, Ragusa nel 1900). La sua convinzione fu sempre che la difesa della nazione italiana in Dalmazia dovesse essere mantenuta nelle forme e nei limiti della legalità e del diritto, ma ciò lo mise spesso in contrasto con le tesi più radicali di Antonio Bajamonti, il quale alla fine degli anni settanta considerò oramai superato l'"autonomismo" e spinse il partito verso posizioni sempre più irredentiste.
Le tesi del Bajamonti fecero breccia anche fra i più giovani esponenti autonomisti di Zara, come Roberto Ghiglianovich, Giovanni Lubin (nativo di Traù), e Luigi Ziliotto. Ghiglianovich nelle sue memorie riserva uno sprezzante giudizio a Trigari, che "a causa del suo temperamento, inaspritosi ancor più con l'età, era divenuto impossibile", imputandogli l'assenza da tutte quelle iniziative associazionistiche apertamente filoitaliane fiorite negli anni. Conclude il Ghiglianovich: "per la salvezza della lingua, della civiltà, della nazione nostra in Dalmazia, bisogna truccarsi sempre in modo da ingannare il Governo Austriaco".

## La rinuncia all'attività politica e la morte
Fu così che il Ghiglianovich stesso - assieme al vecchio sodale di Trigari Spiridione Artale - si recò dal podestà, ottenendo da lui una lettera di rinuncia alla candidatura alle elezioni comunali del 1899. Secondo un accordo interno alla corrente irredentistica del partito, venne quindi eletto podestà Luigi Ziliotto.
Amareggiato e stanco, Nicolò Trigari si spegnerà a Zara il 30 ottobre 1902, avendo "solennissime esequie. In suo nome venne denominato il Viale da Piazza Dellaurana a S.Francesco".